# 29761 Lorenzo
29761 Lorenzo este o planetă minoră (asteroid), cu un diametru de 2,408 km, din centura de asteroizi. A fost descoperită pe 13 februarie 1999 la Montelupo Fiorentino de Maura Tombelli⁠(d). 
Obiectul prezintă o orbită caracterizată de o semiaxă mare de 2,3365664 UAi, o excentricitate de 0,19, o înclinație de 1,91557 ° în raport cu ecliptica.